# 阪本圭輔
阪本 圭輔（さかもと けいすけ、1990年11月6日 - ）は、日本のラグビー選手。

## プロフィール
- 大阪府岬町出身。
- ポジションはスタンドオフ(SO)。
- 身長 177cm、体重 86kg
- ニックネームはけいすけ。
- U20日本代表に選ばれたことがある[1]。

## 略歴
小学3年生の時、岬ラグビースクールでラグビーを始めた。
2009年、江の川高校卒業後、東海大学に入学する。
2012年、東海大学体育会ラグビーフットボール部の主将に就任した。
2013年、東海大学卒業後、サントリーサンゴリアスに加入。
2017年、サントリーサンゴリアスを退団した。